# Papilloplana zebra
Papilloplana zebra is een platworm (Platyhelminthes). De worm is tweeslachtig. De soort leeft in of nabij het zoete water van het Baikalmeer.
Het geslacht Papilloplana, waarin de platworm wordt geplaatst, wordt tot de familie Dendrocoelidae gerekend. De wetenschappelijke naam van de soort werd voor het eerst geldig gepubliceerd in 1974 door Roman Kenk, als een nomen novum voor Planaria tigrina Grube, 1872, een ongeldig gepubliceerde naam vanwege de al in 1850 gepubliceerde Planaria tigrina Girard (nu Dugesia tigrina).

## Synoniemen
- Planaria tigrina Grube, 1872
  - Anocelis tigrina (Grube, 1872)
  - Sorocelis tigrina (Grube, 1872)[1]
- Planaria transversostriata Korotnev, 1912[2]